# Gunnel Lindblom
Gunnel Martha Ingegard Lindblom (Gotemburgo, 18 de diciembre de 1931 - Brottby, 24 de enero de 2021) fue una actriz y directora de escena sueca.

## Carrera
Como actriz estuvo asociada principalmente con la obra de Ingmar Bergman, aunque en 1965 interpretó el papel principal en Miss Julie para BBC Televisión. También fue una de las protagonistas de la obra de teatro de Bergman The Ghost Sonata entre 1998 y 2000. En 2009 dirigió la obra teatral de Jon Fosse Flicka i gul regnjacka en el Dramaten, protagonizada por Stina Ekblad e Irene Lindh.
Lindblom falleció el 24 de enero de 2021 a los ochenta y nueve años de edad.

## Filmografía destacada
- The Seventh Seal (1957)
- Fresas salvajes (1957)
- The Venetian (1958)
- Rabies (1958)
- The Virgin Spring (1960)
- Winter Light (1962)
- The Silence (1963)
- Loving Couples (1964)
- Hunger (1966)
- The Girls (1968)
- Secretos de un matrimonio (1973)

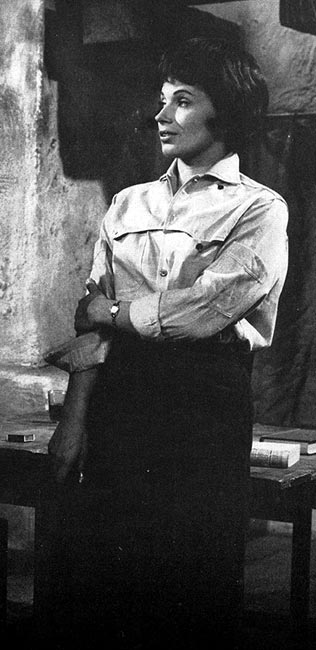
Gunnel Lindblom (1963)

- Paradise Place (también directora, 1977)
- Sally and Freedom (1981)
- Los hombres que no amaban a las mujeres (2009)